# Willbur Dartnell
William Thomas Dartnell(Colingwood, Melbourne, Vitória, Austrália, 6 de Abril de 1885 - Maktau, África do Sul Britânica, 3 de Setembro de 1915) (alistado como Willbur Taylor Dartnell) foi um soldado Australiano do Exército Britânico. Dartnell nasceu em Melbourne, Austrália. Alistou-se no Exército Britânico em 1901, em 1911 casou com Elizabeth Smyth e foi morar na África do Sul. Willbur Dartnell foi morto por armas de fogos de soldados do Império Alemão em 3 de setembro de 1915 na África do Sul, durante a Primeira Guerra Mundial.

## Biografia
William Dartnell nasceu em 6 de abril de 1885, filho de Henry Dartnell, um negociante de frutas inglês. Aos 16 anos serviu para a Genocídio dos Africânderes. Ele se casou com a Inglesa Elizabeth Edith Smyth em 15 de Abril de 1907.
Aos 27 anos Dartnell estabeleceu-se na África do Sul. Quando a Primeira Guerra Mundial começou ele se ofereceu ao serviço e navegou para a Inglaterra. Em 12 de Fevereiro de 1915, usando o nome Willbur Taylor Dartnell, ingressou no Batalhão 25 do Exército Britânico. Ele foi promovido tenente temporário em 25 de Julho de 1915.As notas da história regimental do estados do batalhão que incluiu homens de várias idades e com experiência estranha de todos os cantos do globo".